# Spermacetolie
Spermacetolie er en særlig olie, der findes i næsen på kaskelothvaler og enkelte andre tandhvaler. Den består overvejende af voksestre og er bl.a. karakteriseret ved at have særdeles gode lydledningsegenskaber. Spermacetorganet hos kaskelotten, der findes i næsen og er helt fyldt med flere tons spermacetolie, har således en central funktion for kaskelottens lydproduktion. Spermacetolie er farveløst og flydende ved temperaturer over ca. 35 grader, men størkner ved lavere temperaturer til en grynet hvidlig masse med en hvis lighed med sæd, heraf navnet spermaceti, der direkte betyder hval-sæd.
Spermacetolie var eftertragtet som den mest værdifulde hvalolie i hvalfangertiden på grund af dens meget høje kvalitet, næsten lugtfri og røgfri forbrænding og blev bl.a. anvendt til alterlys. Olien har desuden meget fine egenskaber som smøreolie på grund af meget stor temperatur- og trykstabilitet og har været anvendt som smøreolie helt op i 1980erne. Der foregik en betydelig sovjetisk fangst af kaskelothvaler frem til dette tidspunkt, på grund af spermacetoliens centrale betydning som hydraulikolie i det sovjetiske rumprogram.